# Semantisches Differenzial
Das semantische Differential bzw. Differenzial (auch Polaritätsprofil oder Polaritätenprofil genannt) ist ein Verfahren, das in der Psychologie entwickelt wurde, um herauszufinden, welche Vorstellungen Personen mit bestimmten Begriffen, Sachverhalten oder Planungen verbinden.
Es verwendet keine direkten Fragen wie „Was halten Sie von...?“ und „Woran denken Sie bei...?“. Stattdessen werden die Personen indirekt befragt, indem man ihnen die Möglichkeit gibt mitzuteilen, wie stark sie z. B. den Begriff „Einsamkeit“ (oder eine andere Testeinheit) mit bestimmten Eigenschaften verbinden. Sie bekommen dazu eine Reihe von Eigenschaftspaaren wie „groß – klein“ oder „stark – schwach“ und können jeweils angeben, ob sie „Einsamkeit“ eher mit „groß“ oder „klein“ verbinden und in welchem Maße sie das tun. Obwohl man oft den Zusammenhang zwischen diesen Eigenschaften und den befragten Begriffen (Testeinheiten) nicht von vornherein erkennt, kommen bei solchen Befragungen sehr oft übereinstimmende Ergebnisse heraus. Das Verfahren soll gegenüber der direkten Befragung den Vorteil aufweisen, dass Ergebnisse von Befragungen besser miteinander vergleichbar sind und weniger davon beeinflusst werden, was die Befragten als erwartete Antwort einschätzen.

## Geschichte und Verfahren
Ein Semantisches Differential ist in der Einstellungsforschung ein Verfahren zur quantitativen Analyse der affektiven Wortbedeutungen. Damit passte Charles E. Osgood Konzepte in einen von Adjektiven aufgespannten Raum ein. Das semantische Differential wurde von Osgood und Mitarbeitern ab 1952 (Osgood, Suci und Tannenbaum 1957) entwickelt und im deutschen Sprachraum von Peter Hofstätter in Form des Polaritätsprofils leicht variiert; es kombiniert die „gelenkte Assoziation“ mit dem „Rating“.
Die Testperson beurteilt in diesem Verfahren ihre affektive Einstellung zu Begriffen und Vorstellungen auf einer meist siebenstufigen Skala, an deren Enden bipolare Assoziationsbegriffe wie „heiß/kalt“ oder „langsam/schnell“ vorgegeben sind. Durch die Verbindung der einzelnen Wertungen entsteht ein Polaritätsprofil, das mit Hilfe der Berechnung von Mittelwert und Streuungsmaß ausgewertet wird. Mit der Methode der Korrelationsrechnung und der Hauptkomponentenanalyse findet man wenige Basisdimensionen (sogenannte Faktoren), die all diesen Ratings zu Grunde liegen. So konnten Osgood und Mitarbeiter unter Verwendung von zwanzig prototypischen Begriffen, die in allen damals bekannten Sprachen vorkommen (darunter Mond, Sonne, Vater und Mutter), zeigen, dass kulturübergreifend drei Faktoren ausreichend sind, um den affektiven Teil der Wortbedeutung zu beschreiben.

## Faktoren bzw. Dimensionen
Die Valenzdimension misst die hedonische Qualität einer Konnotation: Wird durch einen Begriff eher ein gutes, angenehmes, erstrebenswertes Gefühl ausgelöst oder ist dieses eher schlecht, unangenehm und abstoßend?
Die Potenzdimension bedeutet die Macht oder Stärke, die ein Begriff in sich trägt: Fühlt sich etwas groß, mächtig und dominant an, oder eher klein, schwach und beherrschbar?
Die Aktivierungsdimension beschreibt den Grad an Aktivität, der mit einem Begriff verbunden ist: Manche Dinge fühlen sich dynamisch, laut und erregt an, manche dagegen eher ruhig, leise und passiv.
Diese drei Dimensionen scheinen eine Art „sozio-emotionale Grundausstattung“ des Menschen zu bilden, unabhängig von seiner Sprache und Kultur: Auch Emotionen kann man etwa darin abbilden – so ist etwa „Angst“ eine negative (Valenz), schwache (Potenz) und erregte (Aktivierung) Emotion, während „Zufriedenheit“ positiv, mächtig und ruhig ist.

## Das semantische Differential in verschiedenen Wissenschaften
In der Psychologie wird das semantische Differential zum Beispiel im Gebiet der Klientenzentrierten Psychotherapie bzw. Gesprächstherapie zur Erfassung des Selbst und dessen Diskrepanz zum Ideal-Selbst verwendet. Weitere Anwendungsbereiche des semantischen Differentials sind Marktforschung, Medienanalyse und Sozialforschung, vor allem in Hinblick auf Marken, Produkte, Unternehmen und Personen, deren Image analysiert werden soll. Eine Darstellung und Kritik bietet Merten (1995).
In der Linguistik kann das semantische Differential dazu eingesetzt werden, um Konnotationen, also Nebenbedeutungen von Wörtern, zu erforschen und es wird in diesem Zusammenhang auch in etlichen Einführungen in die Linguistik behandelt. Das Verfahren ermöglicht auch interkulturelle Vergleiche, so dass man erkennen kann, ob Menschen verschiedener Weltregionen mit einem Begriff gleiche oder verschiedene Einstellungen verbinden. Harro Gross demonstriert dies für das Wort „Revolution“ am Beispiel  deutscher und chinesischer Studenten.
In der Literaturwissenschaft (Quantitativen Literaturwissenschaft) kann das semantische Differential dazu eingesetzt werden, literarische Wertungen durch Versuchspersonen zu erforschen und damit zu objektivieren.